# Назарово (78615420486)
Назарово — деревня в Даниловском районе Ярославской области. Входит в состав Дмитриевского сельского поселения.

## География
Находится в северо-восточной части Ярославской области на расстоянии приблизительно 27 км на юго-запад по прямой от железнодорожного вокзала города Данилова, административного центра района.

## История
В 1859 году здесь (тогда деревня Романово-Борисоглебского уезда Ярославской губернии) было учтено 15 дворов, в 1898 — 12.

## Население
Численность населения: 64 человека (1859 год), 1 (русские 100 %) в 2002 году, 1 в 2010.